# Molophilus (Molophilus) gymnocladus
Molophilus (Molophilus) gymnocladus is een tweevleugelige uit de familie steltmuggen (Limoniidae). De soort komt voor in het Neotropisch gebied.